# Killing Floor (игра)
Killing Floor (полное название Killing Floor: Co-Op Survival Horror) — компьютерная игра, кооперативный шутер от первого лица в жанре survival horror, разработанный компанией Tripwire Interactive и выпущенный 14 мая 2009 года под Microsoft Windows. Игра распространяется через сервис цифровой дистрибуции Steam и на компакт-дисках. Первоначально игра разрабатывалась как бесплатная модификация к Unreal Tournament 2004 и была выпущена в таком виде в 2005 году, однако, с получением лицензии на использование UE 2.5, Tripwire Interactive выпустила коммерческую версию.
Русская локализация выпущена 19 февраля 2010 года компанией 1C.

## Сюжет
Появлению огромных армий клонов предшествовали определённые события. История началась с корпорации Horzine Biotech, которая получила от государства заказ на создание идеальных солдат. Учёные долгое время пытались улучшить показатели обычного человека, но лишь одному удалось добиться успеха. Учёный по имени Кевин Клэмели сделал прорыв в области восстановления, научился клонировать людей и управлять их волей. По случайному стечению событий учёный теряет своего сына, но отказываясь принять судьбу, клонирует его. В семье возникает проблема, и жена разводится с Кевином, в ответ на это он создаёт её клона, а настоящую жену убивает. Учёный продолжает трудиться над своими достижениями и создаёт целую армию клонов, которые управляются только мыслями безумного гения. С такими возможностями он решает захватить весь мир и начинает с Великобритании. В прохождении игроку предстоит взять на себя роль одного из выживших и начать битву с бесчисленными клонами, но в итоге надо добраться до учёного, чтобы остановить этот кошмар.

## Игровой процесс

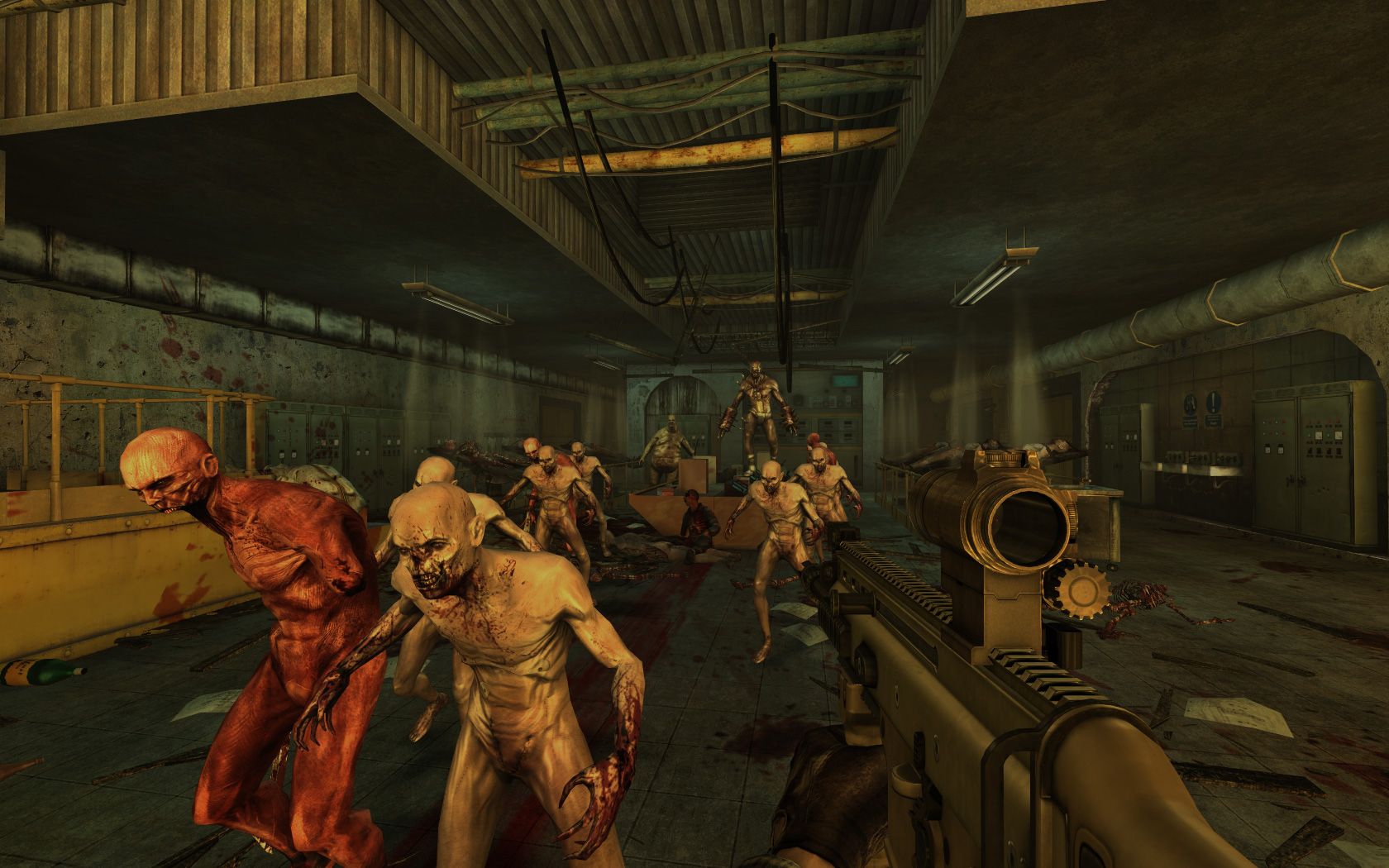
Игрок сражается с толпой мутантов

Игра имеет режимы одиночной и многопользовательской игры, a также два игровых режима: Killing Floor Mode и Objective Mode. Каждый игрок должен выбрать один из семи навыков (англ. Perks), которые дают бонусы в обращении с оружием данного навыка и различные другие бонусы и дополнительные возможности.

### Killing Floor Mode
Шестеро человек (максимальное число игроков) оказываются заброшены на карту, чтобы уничтожить мутантов и босса. Они должны выдержать некоторое количество волн (4, 7 или 10), после которых появляется сам босс — Патриарх (англ. Patriarch). Игроки отбиваются от волн мутантов-клонов под музыкальное сопровождение из композиций в стиле ню-метал, индастриал-метал, драм-н-бейс и дарк-техно. Каждая следующая волна включает в себя увеличенное количество мутантов и появление более сильных особей. После окончания волны игроки бегут к Торговцу (англ. Trader) в магазин, в котором осуществляется покупка различного вооружения и экипировки. Убивая врагов, игроки получают деньги, а также накапливают опыт, переходя на следующие уровни навыков. Чем больше игроков в команде, тем больше противников нападает и тем больше у них здоровья. Матч заканчивается тогда, когда игроки уничтожают босса, который идёт после всех волн. Однопользовательская игра отличается от многопользовательской лишь тем, что в ней игрок отбивается от волн врагов в одиночку.

### Objective Mode
Этот режим доступен только на картах Steamland, Fright Yard и Transit. Суть данного режима заключается в выполнении определённых заданий (англ. objectives) для успешного прохождения каждого уровня.

## Загружаемый контент

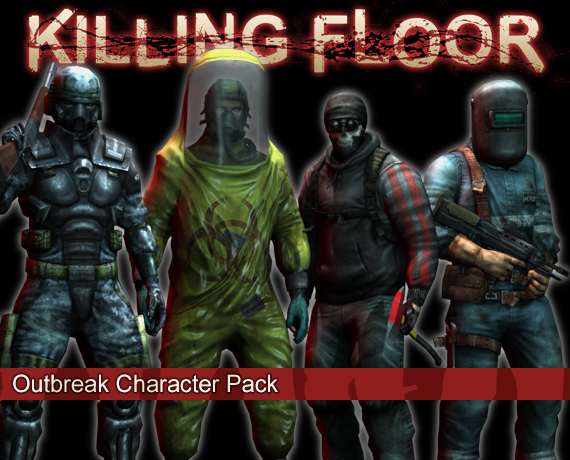
Набор персонажей «Outbreak»

На данный момент вышло три набора загружаемого контента: «Heavy Metal», «Level Up» и «Incendiary». Все три порции контента бесплатные, каждая добавляет новое оружие, карты и врагов. Также доступны десять платных наборов персонажей: «Urban Nightmare», «Outbreak», «Nightfall», «PostMortem», «London’s Finest», «Steampunk», «Steampunk 2», «Harold Lott», «Ash Harding», «The Chickenator» и один эксклюзивный за предзаказ игры The Ball в Steam. Каждый набор добавляет к стандартным моделям персонажей, которых может выбрать игрок по четыре новых, за исключением наборов «Harold Lott», «Ash Harding» и «The Chickenator». В октябре 2012 года вышло первое обновление, добавляющее в игру четыре новых вида оружия, сделанных игроками — «Community Weapon Pack».
- Incendiary — обновление от 7 октября 2010 года (вышедшее вместе с платным набором персонажей «PostMortem») также добавило 4 новые карты, новое оружие (MAC-10), изменило баланс навыков и некоторые другие детали игры[8].
- Twisted Christmas (рус. Безумное Рождество) — один из DLC-наборов для игры «Killing Floor». Дополнение вышло 14 декабря 2010 года и добавило новую рождественскую карту «Evil Santa’s Lair», изменило внешний вид противников на рождественский, добавило новых открываемых персонажей — Санта Клауса и Поджигателя из Team Fortress 2 (доступен в цветах Красной и Синей команд владельцам «Team Fortress 2») и новые достижения.
- Summer Sideshow (рус. Летнее представление) — ещё один DLC-набор для игры «Killing Floor». Дополнение вышло 30 июня 2011 года. Оно добавило карту «The Abusement Park», заменило модели мутантов на цирковых уродцев, заменено озвучивание, а также добавлены новые достижения и облик для персонажа[9].
- Halloween Sideshow — дополнение вышло 27 октября 2011 года. Были добавлены 7 новых достижений и новый облик. Модели монстров были заменены на цирковых уродцев.
- Twisted Christmas 2011 — дополнение вышло 7 декабря 2011 года. Была добавлена новая карта «Ice Cave», 7 новых видов оружия, 13 новых достижений. Модели противников были заменены на рождественские, как во время Twisted Christmas 2010.
- Summer Sideshow 2012 — дополнение вышло 5 июля 2012 года. Была добавлена новая карта «Hellride», 5 новых видов оружия, 9 новых достижений. Модели противников были заменены на цирковых уродцев, как во время Summer Sideshow 2011.
- Halloween Sideshow 2012 — дополнение вышло 23 октября 2012 года. Была добавлена новая карта «Hillbilly Horror», несколько новых видов оружия, 15 новых достижений, 2 новых облика для персонажа. Модели противников были заменены на деревенских монстров.
- Twisted Christmas 2012 — дополнение вышло 12 декабря 2012 года. Была добавлена новая карта «Moonbase», 3 новых вида оружия, 9 новых достижений. Модели противников были заменены на рождественские, как во время прошлых Twisted Christmas.
- Summer Sideshow 2013 — дополнение вышло 3 июля 2013 года. Была добавлена новая карта «Steamland», несколько новых видов оружия, 19 новых достижений и новый игровой режим. Модели противников были заменены на цирковых уродцев, как во время прошлых Summer Sideshow.
- Halloween Sideshow 2013 — дополнение вышло 23 октября 2013 года. Была добавлена новая карта «Fright Yard», несколько новых видов оружия, 15 новых достижений, 1 новый облик для персонажа. Модели противников были заменены на деревенских монстров, как во время прошлого Halloween Sideshow.
- Twisted Christmas 2013 — дополнение вышло 5 декабря 2013 года. Были добавлены новые карты «Hell» и «Forgotten», 9 новых достижений, 1 новый облик для персонажа. Модели противников были заменены на рождественские, как во время прошлых Twisted Christmas.
- End of the Line — дополнение вышло 2 июля 2014 года. Были добавлены новые карты «Siren’s Belch», «Stronghold» и «Transit», а также 23 новых достижения.
- Halloween Sideshow 2014 — дополнение вышло 16 октября 2014 года. Были добавлены 5 новых достижений и карта «Clandestine». Модели противников были заменены на деревенских монстров, как во время прошлых Halloween Sideshow.
- Twisted Christmas 2014 — дополнение вышло 3 декабря 2014 года. Были добавлены 5 новых достижений и карта «Thrills and Chills Amusement Park». В настройках сервера появилась опция выбора праздничных моделей монстров.

## Отзывы
| Сводный рейтинг    | Сводный рейтинг |
| Агрегатор          | Оценка          |
| ------------------ | --------------- |
| GameRankings       | 73,92 %         |
| Metacritic         | 72 %            |
| Иноязычные издания |                 |
| Издание            | Оценка          |
| Eurogamer          | 7 из 10         |
| GameSpot           | 7,5 из 10       |
| IGN                | 7,5 из 10       |

Игра получила преимущественно положительные отзывы критиков. Средний балл Metacritic на основе многих рецензий — 72 из 100.
Рецензент EuroGamer отметил, что игра хоть и «не идеальна», но «неплохо сделана и довольно дешёвая».
Летом 2018 года, благодаря уязвимости в защите Steam Web API, стало известно, что точное количество пользователей сервиса Steam, которые играли в игру хотя бы один раз, составляет 7 395 545 человек .